# Носокский Лесоучасток
Носокский Лесоучасток — населенный пункт в Малмыжском районе Кировской области. Входит в состав Каксинвайского сельского поселения. 

## География
Находится на левобережье Вятки на расстоянии примерно 26 километров по прямой на восток от районного центра города Малмыж.

## История
Известен с 1978 года. В 1989 году учтено 62 жителя.

## Население
Постоянное население  составляло 27 человек (мари 41%, русские 26%) в 2002 году, 18 в 2010.